# サファイアの星
「サファイアの星」（サファイアのほし）は東京スカパラダイスオーケストラ29枚目のシングル。2006年2月15日に、cutting edgeから発売された。

## 解説
- アルバム『WILD PEACE』からのセカンド・シングルで、歌モノ・シングル3部作と名付けられたヴォーカリストをゲストに迎えた企画シングルの2作目の楽曲。
- 歌モノ・シングル3部作第2弾となるこの楽曲では、ゲスト・ヴォーカルにはCHARAを迎えている[2][3]。
- 楽曲製作は、東京スカパラダイスオーケストラの谷中敦、沖祐市の2人が手掛け、プロデュースは東京スカパラダイスオーケストラ自身[4]。

## 背景
この楽曲は、東京スカパラダイスオーケストラが2001年に田島貴男（ORIGINAL LOVE）、チバユウスケ、奥田民生を迎えて行った「ウタモノ三部作」の2度目の構想として、第1弾のハナレグミの永積タカシ、第3弾の甲本ヒロトらと共に2006年に発表された。

## 評価
OngakuDB.comは、大抵の場合Charaが関わった楽曲は楽曲そのものを完全にChara色に染めてあげてしまうと指摘しつつも、この楽曲ではスカパラ主導のもと両者が「共存」している印象を受けるとコメントした。
Listen Jpanは、「主役を張るだけではなく、敢えてバッキングに回ることで逆に存在感を発揮する彼等の特性がここでもうまく活用されている」とコメントした。

## 収録曲
（全編曲：東京スカパラダイスオーケストラ）
1. サファイアの星
  - 作詞：谷中敦／作曲：沖祐市
2. White Sand Beach
  - 作曲：NARGO
3. Happy Birthday Ska
  - 作詞・作曲：Patty Smith Hill、Mildred Junius Welch Hill
4. サファイアの星 -Instrumental-

## オフィシャル・ヴァージョン
1. シングル・ヴァージョン（4分45秒）[8]
2. アルバム・ヴァージョン（4分44秒）[9]
3. Instrumental（4分48秒）[10]

## 収録アルバム
追憶のライラック
- オリジナル『WILD PEACE』（2005年7月6日）
- ベスト『BEST OF TOKYO SKA 1998-2007』（2007年3月21日）
- ベスト『The Last』（2015年3月4日）
- ベスト『TOKYO SKA TREASURES 〜ベスト・オブ・東京スカパラダイスオーケストラ〜』（2020年3月18日）
- ベスト『NO BORDER HITS 2025→2001 〜ベスト・オブ・東京スカパラダイスオーケストラ〜』（2025年3月19日）